# Úsečník

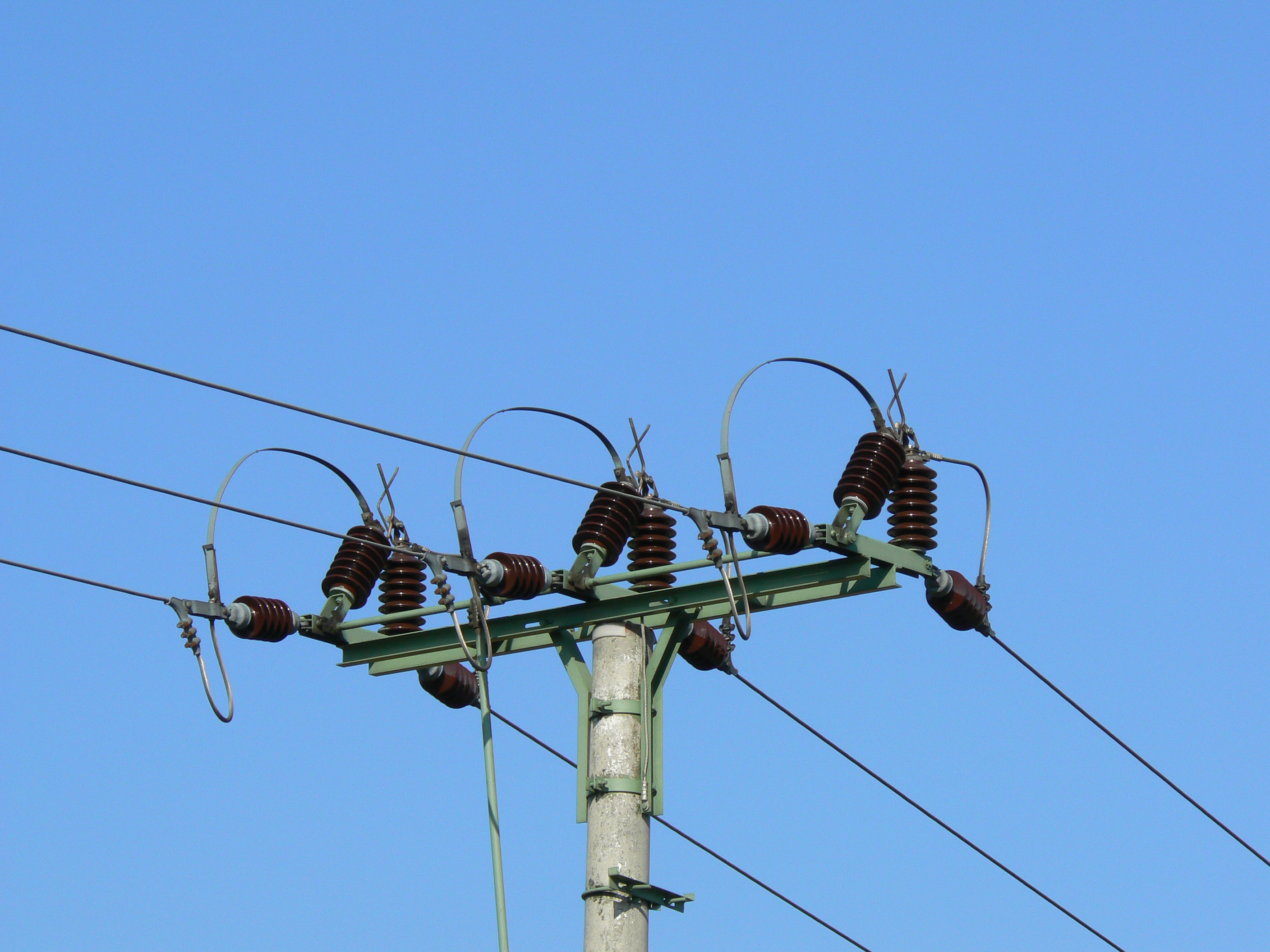
Úsečník

Úsečník nebo růžkový odpojovač se používá na venkovních vedeních vysokého napětí k odpojení nebo připojení úseku vedení. Jeho použití je vázáno na jmenovitý výkon tohoto zařízení, které je možné vypnout bez rizika. Polohu Vypnuto lze zajistit, aby tak bylo možné chránit pracovníky na odpojeném vedení před zavlečením nebezpečného napětí. Úsečníky může obsluhovat pracovník, který je v dostatečné míře seznámen s používáním ochranných pomůcek.